# Peter Habeler
Peter Habeler, né le 22 juillet 1942 à Mayrhofen, est un alpiniste autrichien.
Il a débuté dans l'alpinisme en 1969 aux côtés de Reinhold Messner.
Parmi ses ascensions, on peut citer :
- diverses expéditions dans les montagnes Rocheuses. Il a ainsi été le premier Européen à gravir les big walls dans le parc national de Yosemite (États-Unis) ;
- la première ascension de l'Everest sans oxygène, en 1978, en compagnie de Reinhold Messner, alors que ce défi était jusque-là considéré comme impossible à relever[1].

Parmi les autres sommets de plus de huit mille mètres à son palmarès, on peut citer le Cho Oyu, le Nanga Parbat, le Kangchenjunga et le Gasherbrum I,.
Dans les années 2010, Peter Habeler dirige une école de ski et d'alpinisme dans sa ville natale de Mayrhofen, en Autriche.